# Robert Ken Woo Jr.
Robert Ken Woo Jr., ou plus simplement Bobby Woo, est l'Américain que le magazine Life a présenté à sa naissance comme le « 200 millionième Américain », c'est-à-dire celui qui aurait fait franchir le seuil des 200 millions d'habitants à la population des États-Unis. Il est né le lundi 20 novembre 1967 à 11:03, au Crawford W. Long Memorial Hospital d'Atlanta. 

## Détermination de l'heure
Cette désignation est le fruit d'une estimation statistique de l'heure de naissance de ce bébé par le Bureau du recensement des États-Unis.
L'heure initialement prévue se situait entre 10:58 et 11:02 ce jour-là, et le 200 millionième aurait donc du être le premier bébé à naitre après 11:00.
Mais le Bureau du recensement décala cette heure de 3 minutes pour que le président Lyndon B. Johnson puisse être présent à la cérémonie quand la Population Clock passerait à 200 millions.

## Vie de Robert Ken Wood
Il a par la suite obtenu un diplôme en droit à l'Université Harvard, et fut le premier américain d'origine asiatique à devenir associé chez King & Spalding, le plus vieux cabinet d'avocats d'Atlanta.

## Équivalent pour le seuil des 300 millions
La naissance du 300 millionième américain eut lieu, toujours selon le Bureau de recensement, le mardi 17 octobre 2006 à 7:46.

## Note
1. 1 2  heure de Washington, UTC-5.